# 남명천화상송증도가 (보물 제758-2호)
남명천화상송증도가(南明泉和尙頌證道歌)는 대한민국 경상남도 양산시, 공인박물관에 있는 고려시대의 목판본 책이다. 2012년 6월 29일 대한민국의 보물 제758-2호로 지정되었다.

## 개요
'남명천화상송증도가'는 당나라 영가대사 현각(永嘉大師玄覺, 665～713)이 육조 혜능(六祖慧能)을 배견(拜見)하고 깨우친 오도(悟道)의 경지를 표현한 증도가(證道歌)의 각 구절 끝에, 송(宋)나라 남명 법천선사(南明法泉禪師)가 320편을 계송(繼頌)하여 증도(證道)의 뜻을 구체적으로 밝힌 책으로 선가(禪家)에서 매우 중시하는 서적이다.
권말에 수록된 최이(崔怡, ?～1249)의 지문(識文)에, “남명증도가(南明證道歌)는 선가에서 매우 중요한 서적이다. 그러므로 후학(後學) 가운데 참선을 배우려는 사람들은 누구나 이 책을 통해서 입문하고 높은 경지에 이른다. 그런데도 이 책이 전래가 끊겨서 유통되지 않고 있으니 옳지 않은 일이다. 그래서 각공(刻工)을 모집하여 주자본(鑄字本)을 바탕으로 다시 판각하여 길이 전하게 한다. 때는 기해년(己亥, 1239) 9월 상순이다. 중서령 진양공 최이는 삼가 적는다.”라고 기록되어 있다. 이를 통해서 이 판본의 제작 동기와 1239년 당시 최고의 권력자인 최이에 의하여 주자본(鑄字本)을 번각(.刻)하여 간행한 목판본임을 확인할 수 있다. 또한 이 판본의 판각시기인 1239년보다 앞선 시기에 『남명천화상송증도가』가 활자로 인쇄되었음을 알 수 있다.
이 판본은 본문에 구결토(口訣吐)가 묵서되어 있으며, 광곽 중 판면의 세로 높이가 서로 다른 부분도 있고, 각 장의 글자를 보면 크기, 굵기, 길이 등에 차이가 있다. 글자 배열도 전체의 각 장은 8행이나 39장의 후면만은 7행으로 되어 있다. 그리고 총 44장 판심 하단에는 그 판을 새긴 11명의 각수가 나누어 새겼음을 표시하고 있다. 또한 글자 획에 나무 결이 나타난 것이 있는가 하면 어떤 글자는 획이 끊어지거나 일부를 잃은 것도 자주 나타나고 있어 주자판(鑄字版)을 중조(重雕)한 번각본의 후쇄본임을 알 수 있게 한다.
『남명천화상송증도가』의 금속활자본(金屬活字本)이 전래되지 않고 있는 상황에서, 지문(識文)에서나마 우리나라 초기 금속활자인쇄술의 정황을 살펴볼 수 있는 것만으로도 그 가치가 매우 높다. 더불어 불교학(佛敎學) 및 서지학(書誌學) 연구에도 매우 귀중한 자료이다.

## 참고 자료
- 남명천화상송증도가 - 국가유산청 국가유산포털